# 801 هـ
801 هـ هي سنة في التقويم الهجري امتدت مقابلةً في التقويم الميلادي بين سنتي 1398 و1399.

## وفيات
- ابن القاصح
- ابن عطاء الله الإسكندري